# لورنزو آماتوچی
لورنزو آماتوچی (انگلیسی: Lorenzo Amatucci؛ زادهٔ ۵ فوریهٔ ۲۰۰۴) بازیکن فوتبال اهل ایتالیا است که در پست هافبک در سری بی برای باشگاه سالرنیتانا به صورت قرضی از فیورنتینا بازی می‌کند.
وی در تیم‌های ملی فوتبال زیر ۱۸ سال ایتالیا، زیر ۱۹ سال ایتالیا، و زیر ۲۰ سال ایتالیا بازی کرده است.